# Les Sept Beautés

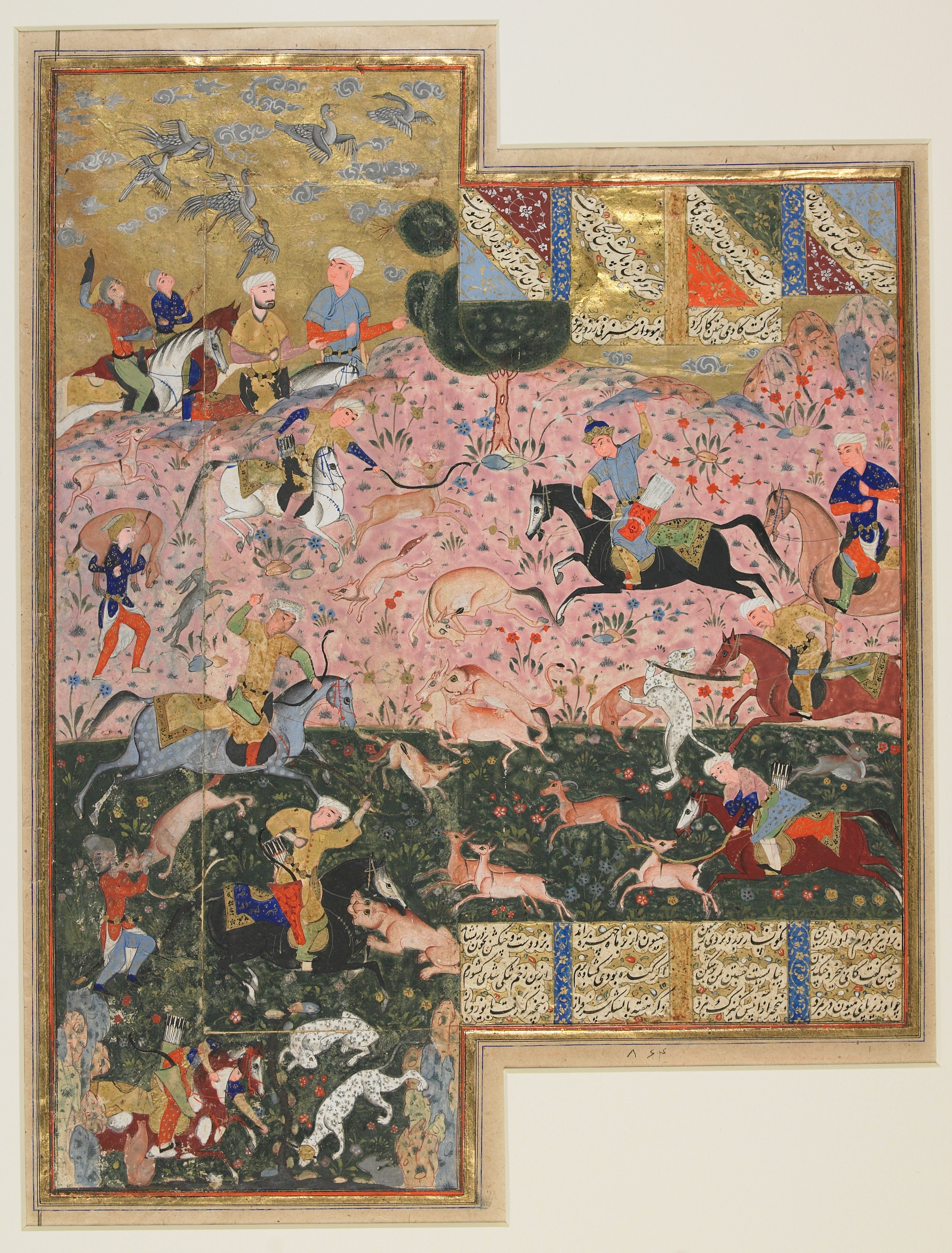
Bahram Gur à la chasse. Une illustration des Sept Beautés.

Les Sept Beautés (en persan : هفت‌پیکر / Haft-Peïkar, aussi traduit par Les Sept Figures [de beauté], Les Sept Idoles ou Les Sept Portraits) ou le Livre de Bahram (en persan : بهرام‌نامه / Bahrâm-Nâmé) est une épopée romantique du poète Nizami Gandjavi, écrite en 1197. Ce poème est une partie du Khamsé de Nizami.
Le poème était dédié au souverain Ahmadili de Maragha, Ala-al-Din Korpe Arslan bin Ag-Songor. Le poème est un chef-d’œuvre de la littérature érotique, mais c’est aussi un travail profondément moraliste.

## Éditions et traductions

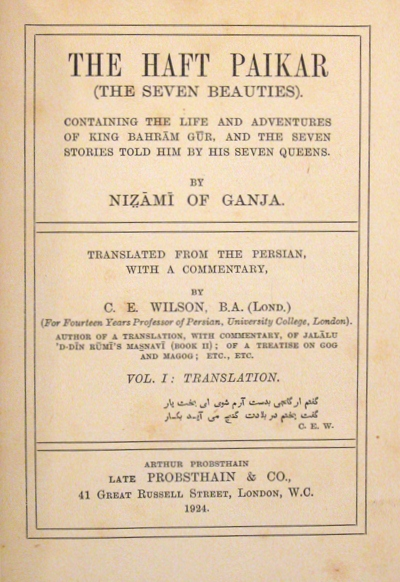
Les Sept Beautés.

Helmut Ritter et Jan Rypka (Prague, imprimés à Istanbul, 1934) ont publié une édition critique des Sept Beautés sur la base de quinze manuscrits de Khamsé et de la lithographie de Bombay. Il existe également une édition sans critique de Wahid Dastgerdi (Téhéran, 1936 et réimpressions) et une édition de Barat Zanjani (Téhéran, 1994). Plus récemment, le poème a été réédité par l'érudit azerbaïdjanais T. A. Maharramov (Moscou, 1987). 
Il se trouve deux traduction complètes de cet ouvrage en français. Le premier intitulé Les Sept Portraits, traduit du persan par Isabelle de Gastines, publié en 2000 à Paris chez Fayard; le deuxième intitulé Le Pavillon des sept princesses, traduit du persan par Michael Barry et publié en 2000 à Paris chez Gallimard.
La traduction allemande poétique d'un passage du poème Bahram Gour et la Princesse russe, réalisée par l'orientaliste Franz Erdmann, a été publiée en 1832 à Kazan.
Il existe trois traductions complètes en langues d’Europe occidentale de la langue officielle italienne. Premièrement, en 1924, Charles Edward Wilson traduisit le poème en anglais en deux volumes avec des notes détaillées. Deuxièmement, Alessandro Bausani en 1967 l'a traduit en italien. Enfin, une version anglaise de Julie Scott Meisami a été publiée en 1995. La version en prose russe de Rustam Aliyev, publiée à Bakou en 1983, et de Vladimir Derzhavin, publiée en 1959 à Moscou. Les traductions partielles ont également été réalisées par Rudolf Gelpke en prose allemande (Zurich, 1959). Il convient de noter qu’il existe une métatranslation anglaise de E. Mattin et G. Hill publiée en 1976 à Oxford.

## Influence culturelle
En 1952, compositeur azerbaïdjanais Gara Garayev a composé le ballet Sept Beautés sur la base des motifs des Sept Beautés de Nizami Gandjavi.
En 1979, la station de métro Nizami à Bakou a été décorée par le peintre azerbaïdjanais Mikayil Abdoullayev avec des peintures murales en mosaïque inspirées des œuvres de Nizami, dont elle porte le nom. Trois de ces peintures murales montrent les héros des « Sept Beautés ».
Dans Pourquoi lire les classiques ?, Italo Calvino consacre à cette œuvre un chapitre qui s'ouvre par cet extrait : « Le fait d’appartenir à une société plutôt polygamique que monogamique change certainement beaucoup de choses. Dans la structure narrative au moins (c’est le seul domaine sur lequel je me sente capable de donner mon opinion), s’ouvrent beaucoup de possibilités que l’Occident ignore. »